# The Finger of Suspicion
The Finger of Suspicion è un cortometraggio muto del 1912 diretto da Edmund Lawrence e prodotto dalla Kalem Company. Il film era interpretato da Tom Moore e da Alice Joyce.

## Trama
Kathleen rifiuta la proposta di un giovane avvocato, convinta che il suo dovere sia quello di assistere la sorella invalida. La misteriosa morte della ragazza la indurrà a sospettare dell'innamorato.

## Produzione
Il film fu prodotto dalla Kalem Film Manufacturing Company.

## Distribuzione
Distribuito dalla General Film Company, il film - un cortometraggio in una bobina - uscì nelle sale il 16 dicembre 1912. Nel 1915, quando la Kalem fu venduta e tutti i suoi film vennero fatti uscire nuovamente nelle sale, venne fatta una riedizione anche di The Finger of Suspicion, distribuito in sala l'8 ottobre 1915.
La storia del film fu pubblicata come racconto nel gennaio 1916 sul People's Popular Monthly.